# Niżna
Niżna (słow. Nižná) – wieś i gmina (obec) w powiecie Twardoszyn, kraju żylińskim, w północnej Słowacji.

## Położenie
Niżna leży w wąskiej i krętej dolinie Orawy, ok. 3 km na południowy zachód (w dół rzeki) od Twardoszyna. Od strony północno-zachodniej ograniczają ją stoki pasma Magury Orawskiej, a od strony południowo-wschodniej Skoruszyńskie Wierchy. Starsza zabudowa rozpościera się na prawym brzegu rzeki, wspinając się na stoki wzgórza Ostražica (768 m n.p.m.), natomiast na brzegu lewym nowa dzielnica rozbudowuje się w kierunku wzgórza Ostrvka (694 m n.p.m.).
Przez wieś przebiega droga krajowa nr 59 (międzynarodowy szlak E 77) z Dolnego Kubina do granicy z Polską w Chyżnem, a także normalnotorowa linia kolejowa Kraľovany – Trzciana.

## Historia
Człowiek przebywa w dolinie Orawy w rejonie Niżnej już co najmniej od kilku tysięcy lat. Świadczy o tym m.in. znalezisko artefaktów z późnej epoki brązu oraz ślady prehistorycznych umocnień i liczne przedmioty zaliczone do kultury puchowskiej, znalezione na szczycie wzgórza Ostražica.
Dzisiejsza wieś została założona jeszcze pod koniec XIV w, zapewne ok. roku 1395. Należała do feudalnego „państwa” z siedzibą na Zamku Orawskim. Pierwsza pisemna wzmianka o miejscowości pochodzi z roku 1420. Rozwój wsi nie przebiegał równomiernie. Nawiedzały ją powodzie, pożary i zarazy. Znaczne szkody uczyniły powstania kuruców w XVII i na początku XVIII w., a w 1683 r. spustoszyły ją wojska polsko-litewskiego korpusu posiłkowego wiedeńskiej ekspedycji Jana III Sobieskiego.
Mieszkańcy zajmowali się hodowlą owiec i uprawą lnu, płóciennictwem, sukiennictwem, pracą w lasach i flisactwem (spławiali pnie wiązane w tratwy Orawą i Wagiem do Dunaju). W 1728 r. pracowały tu trzy młyny z foluszami. W 1785 r. została założona papiernia. Stanowiła ona własność Komposesoratu Orawskiego, ale produkcję w niej prowadzili najmowani majstrowie, którzy oprócz opłat byli zobowiązani dostarczać na Zamek Orawski również określoną ilość papieru. Sławę zyskała zwłaszcza rodzina Páników, która dzierżawiła zakład przez blisko sto lat. Wiele historycznych dokumentów powstałych na Orawie zostało zapisanych na tutejszym papierze. W XIX w. przez pewien czas istniały tu również huta żelaza (tzw. Huta Franciszka) i browar.
W 1947 r. powstał na terenie wsi zakład produkcji tekstylnej, który jednak w 1957 r. przekształcono w fabrykę sprzętu elektronicznego marki Tesla. Wytwarzała ona początkowo radioodbiorniki, a następnie do lat 80. XX w. była jedynym producentem w CSRS telewizorów i elektronicznych kalkulatorów. Obecnie na jej miejscu działa kilka innych firm.
Częścią miejscowości jest również Zemianska Dedina, dawniej samodzielna wieś, położona w dolince potoku Ráztoka (prawobrzeżny dopływ Orawy), na północ od centrum Niżnej, za grzbietem Ostražicy. Była wsią ziemiańską (stąd obecna nazwa), założyła ją (pod nazwą Hodosin) w 1355 r. szlachecka rodzina Reviczkych (Revików) z Revišnégo (dziś część Veličnej).

## Zabytki
- Kościół katolicki pw. Świętego Gawła (słow. kostol sv. Gála). Murowany, jednonawowy, z półkoliście zamkniętym prezbiterium. Każde przęsło nawy nakryte osobnym sklepieniem żaglastym. Z masywną czworoboczną wieżą na osi, nakrytą cebulastym hełmem. Pierwotnie gotycki, w latach 1614-1620 przebudowany w stylu renesansowym, a w roku 1715 zmodernizowany w stylu barokowym. Na wieży dwa dzwony z lat 1628-29 odlane w Bańskiej Bystrzycy. Wśród wyposażenia kielich z 1570 r., dzieło złotników krakowskich. Kościół otoczony jest murem obronnym[9].

- Kaplica w górnej części Zemianskej Dediny. Murowana, barokowa, z drugiej połowy XVIII w.[8]